# Кларк, Коти
Коти Кларк (англ. Coty Clarke; род. 4 июля 1992, Антиок, Теннеси, США) — американский баскетболист, играющий на позиции лёгкого форварда.

## Карьера

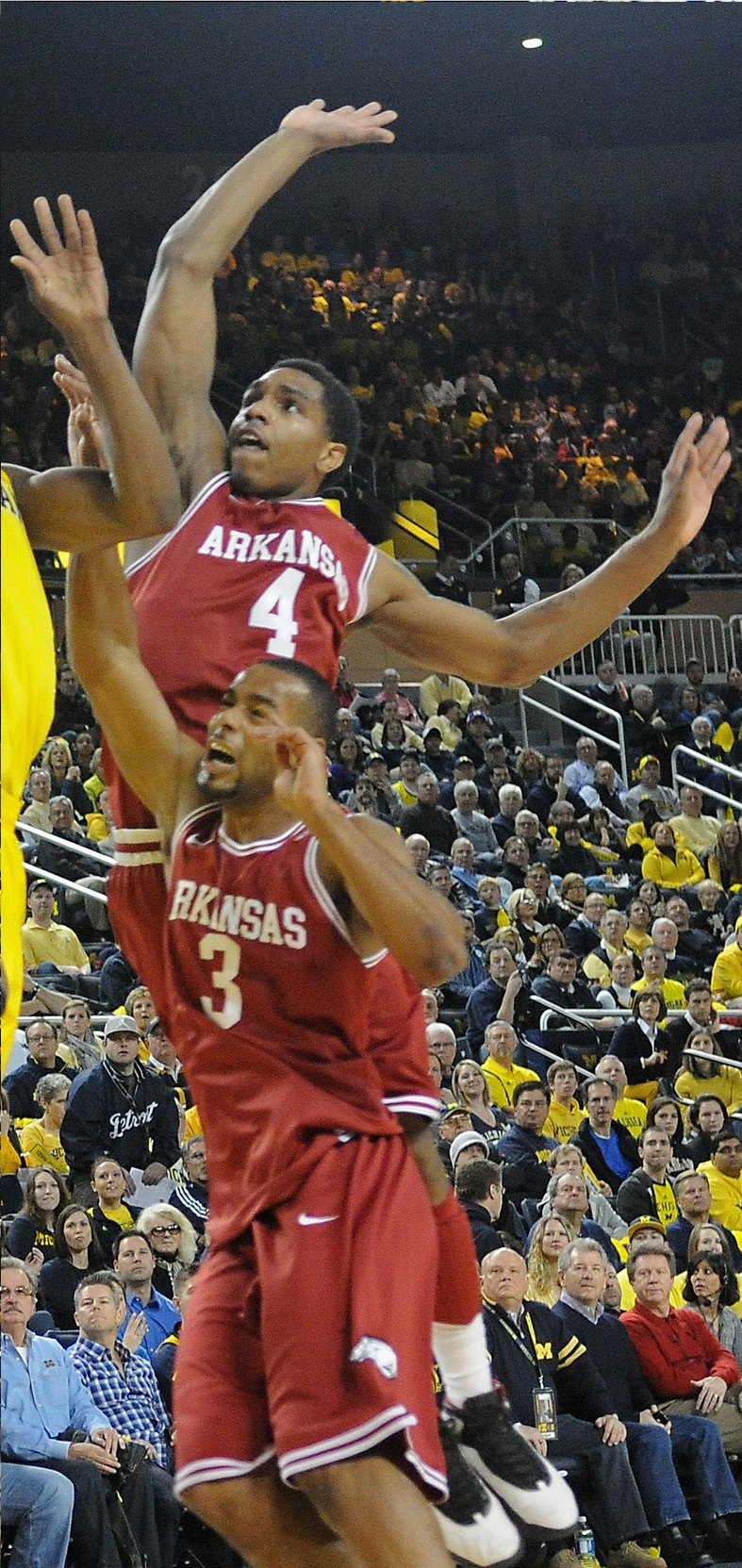
Коти Кларк в составе команды университета Арканзас

После того как Кларк не был выбран на драфте НБА 2014 года, 19 августа он подписал контракт с клубом второго дивизиона чемпионата Израиля «Хапоэль Казрин». За сезон в Израиле он имел статистику в среднем из 19 очков, 9,4 подборов, 3,6 ассистов и 1,5 перехватов за игру, также он сумел вывести свой клуб в полуфинал Лиги Леумит.
25 сентября 2015 года Кларк подписал контракт с клубом НБА «Бостон Селтикс». Однако он был отчислен до начала сезона появившись на паркете в предсезонных играх лишь раз.
31 октября Кларк заключил контракт с клубом Д-Лиги «Мэн Ред Клоз», фарм-клубом «Бостона». 7 марта 2016 года «Селтикс» заключили с ним десятидневный контракт. 15 марта он дебютировал за «Бостон Селтикс», набрав 3 очка за 3 минуты игрового времени в проигранном матче против «Индианы Пэйсерс». 18 марта с ним подписали 2-й десятидневный контракт, однако по его завершении «Бостон» решил не заключать с ним полноценный договор, и Кларк вернулся играть за «Мэн Ред Клоз».
В июле 2016 года перешёл в УНИКС. 20 октября, в игре с «Брозе», Кларк повредил связки колена в результате падения в концовке матча. Срок восстановления, после проведенной операции, составил 6 недель
В июне 2017 года Кларк подписал контракт с «Автодором». В 26 матчах Единой лиге ВТБ набирал в среднем 20,0 очка, 8,3 подбора, 3,0 передачи, 1,1 перехвата за 30:36 минуты и стал самым полезным игроком всего чемпионата (коэффициент эффективности 22,0).
В апреле 2018 года Кларк был признан «Самым ценным игроком» Единой лиги ВТБ. Средние показатели Коти по итогам месяца составили 26,4 очка, 9,6 подбора, 3,0 передачи и 30,2 баллов за эффективность действий.
В мае 2018 года стал игроком «Будучности».

## Достижения
- Чемпион Пуэрто-Рико: 2016
- Обладатель Кубка Черногории: 2018/2019

## Статистика

### Статистика в НБА
| Сезон                                                                                    | Команда | Регулярный сезон | Регулярный сезон | Регулярный сезон | Регулярный сезон | Регулярный сезон | Регулярный сезон | Регулярный сезон | Регулярный сезон | Регулярный сезон | Регулярный сезон | Регулярный сезон | Серия плей-офф | Серия плей-офф | Серия плей-офф | Серия плей-офф | Серия плей-офф | Серия плей-офф | Серия плей-офф | Серия плей-офф | Серия плей-офф | Серия плей-офф | Серия плей-офф |
| Сезон                                                                                    | Команда | GP               | GS               | MPG              | FG%              | 3P%              | FT%              | RPG              | APG              | SPG              | BPG              | PPG              | GP             | GS             | MPG            | FG%            | 3P%            | FT%            | RPG            | APG            | SPG            | BPG            | PPG            |
| ---------------------------------------------------------------------------------------- | ------- | ---------------- | ---------------- | ---------------- | ---------------- | ---------------- | ---------------- | ---------------- | ---------------- | ---------------- | ---------------- | ---------------- | -------------- | -------------- | -------------- | -------------- | -------------- | -------------- | -------------- | -------------- | -------------- | -------------- | -------------- |
| 2015/16                                                                                  | Бостон  | 3                | 0                | 1,9              | 50,0             | 100,0            | 0,0              | 0,3              | 0,0              | 0,0              | 0,0              | 2,0              | Не участвовал  | Не участвовал  | Не участвовал  | Не участвовал  | Не участвовал  | Не участвовал  | Не участвовал  | Не участвовал  | Не участвовал  | Не участвовал  | Не участвовал  |
|                                                                                          | Всего   | 3                | 0                | 1,9              | 50,0             | 100,0            | 0,0              | 0,3              | 0,0              | 0,0              | 0,0              | 2,0              | Не участвовал  | Не участвовал  | Не участвовал  | Не участвовал  | Не участвовал  | Не участвовал  | Не участвовал  | Не участвовал  | Не участвовал  | Не участвовал  | Не участвовал  |
| Наведите курсор мыши на аббревиатуры в заголовке таблицы, чтобы прочесть их расшифровку. |         |                  |                  |                  |                  |                  |                  |                  |                  |                  |                  |                  |                |                |                |                |                |                |                |                |                |                |                |

### Статистика в Д-Лиге
| Сезон                                                                                    | Команда      | Регулярный сезон | Регулярный сезон | Регулярный сезон | Регулярный сезон | Регулярный сезон | Регулярный сезон | Регулярный сезон | Регулярный сезон | Регулярный сезон | Регулярный сезон | Регулярный сезон | Серия плей-офф | Серия плей-офф | Серия плей-офф | Серия плей-офф | Серия плей-офф | Серия плей-офф | Серия плей-офф | Серия плей-офф | Серия плей-офф | Серия плей-офф | Серия плей-офф |
| Сезон                                                                                    | Команда      | GP               | GS               | MPG              | FG%              | 3P%              | FT%              | RPG              | APG              | SPG              | BPG              | PPG              | GP             | GS             | MPG            | FG%            | 3P%            | FT%            | RPG            | APG            | SPG            | BPG            | PPG            |
| ---------------------------------------------------------------------------------------- | ------------ | ---------------- | ---------------- | ---------------- | ---------------- | ---------------- | ---------------- | ---------------- | ---------------- | ---------------- | ---------------- | ---------------- | -------------- | -------------- | -------------- | -------------- | -------------- | -------------- | -------------- | -------------- | -------------- | -------------- | -------------- |
| 2015/16                                                                                  | Мэн Ред Клоз | 44               | 16               | 26,2             | 51,3             | 40,6             | 79,2             | 7,5              | 2,6              | 1,1              | 0,7              | 16,3             | 2              | 2              | 34,0           | 53,1           | 38,5           | 93,3           | 12,0           | 3,5            | 3,0            | 0,5            | 26,5           |
|                                                                                          | Всего        | 44               | 16               | 26,2             | 51,3             | 40,6             | 79,2             | 7,5              | 2,6              | 1,1              | 0,7              | 16,3             | 2              | 2              | 34,0           | 53,1           | 38,5           | 93,3           | 12,0           | 3,5            | 3,0            | 0,5            | 26,5           |
| Наведите курсор мыши на аббревиатуры в заголовке таблицы, чтобы прочесть их расшифровку. |              |                  |                  |                  |                  |                  |                  |                  |                  |                  |                  |                  |                |                |                |                |                |                |                |                |                |                |                |

### Статистика в колледже
| Сезон                                                                                   | Команда  | GP | GS | MPG  | FG%  | 3P%  | FT%  | RPG | APG | SPG | BPG | PPG |  |
| --------------------------------------------------------------------------------------- | -------- | -- | -- | ---- | ---- | ---- | ---- | --- | --- | --- | --- | --- |  |
| 2012/13                                                                                 | Арканзас | 31 | 13 | 20,4 | 51,4 | 47,4 | 74,3 | 5,2 | 1,1 | 1,4 | 0,6 | 7,6 |  |
| 2013/14                                                                                 | Арканзас | 34 | 30 | 22,3 | 44,1 | 43,1 | 81,0 | 5,6 | 2,4 | 1,5 | 0,5 | 9,4 |  |
|                                                                                         | Всего    | 65 | 43 | 21,4 | 46,9 | 44,2 | 77,7 | 5,4 | 1,8 | 1,5 | 0,6 | 8,6 |  |
| Наведите курсор мыши на аббревиатуры в заголовке таблицы, чтобы прочесть их расшифровку |          |    |    |      |      |      |      |     |     |     |     |     |  |